# Neriene radiata
Neriene radiata là một loài nhện trong họ Linyphiidae.
Loài này thuộc chi Neriene. De zomerspin được Charles Athanase Walckenaer miêu tả năm 1842.